# Coullons
Pour les articles ayant des titres homophones, voir Coulon et Coulombs.
Coullons est une commune française située dans le département du Loiret en région Centre-Val de Loire.

## Géographie

### Localisation

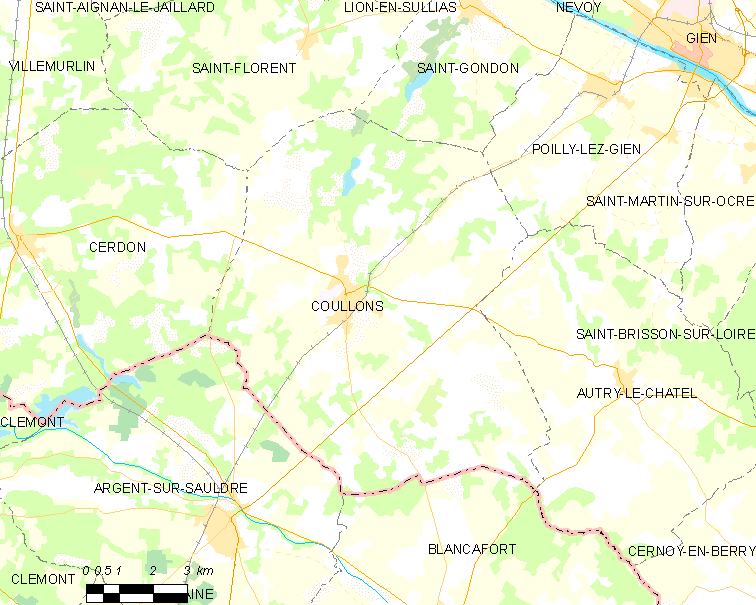
Carte de la commune de Coullons et des communes limitrophes.

La commune de Coullons se trouve dans le quadrant sud-est du département du Loiret, dans la région agricole de la Sologne.  À vol d'oiseau, elle se situe à 53,8 km d'Orléans, préfecture du département, à 46,0 km de Montargis, sous-préfecture, et à 12,9 km de Gien, ancien chef-lieu du canton dont dépendait la commune avant mars 2015. La commune fait partie du bassin de vie de Gien.
Les communes les plus proches sont : Argent-sur-Sauldre (7,6 km, dans le Cher), Saint-Florent (7,7 km), Autry-le-Châtel (8,7 km), Saint-Gondon (9,3 km), Cerdon (9,9 km), Poilly-lez-Gien (10,1 km), Blancafort (10,3 km, dans le Cher), Lion-en-Sullias (11,7 km), Nevoy (12,2 km) et Gien (12,9 km).

### Géologie et relief

#### Géologie
La commune se situe dans le sud du Bassin parisien, le plus grand des trois bassins sédimentaires français. Cette vaste dépression, occupée dans le passé par des mers peu profondes et des lacs, a été comblée, au fur et à mesure que son socle s’affaissait, par des sables et des argiles, issus de l’érosion des reliefs alentours, ainsi que des calcaires d’origine biologique, formant ainsi une succession de couches géologiques.
Les couches affleurantes sur le territoire communal sont constituées de formations superficielles du Quaternaire et de roches sédimentaires datant du Cénozoïque, l'ère géologique la plus récente sur l'échelle des temps géologiques, débutant il y a 66 millions d'années, et du Mésozoïque, anciennement appelé Ère secondaire, qui s'étend de −252,2 à −66,0 Ma. La formation la plus ancienne est de la craie blanche à silex remontant à la période Crétacé. La formation la plus récente est des dépôts anthropiques remontant à l’époque Holocène de la période Quaternaire. Le descriptif de ces couches est détaillé dans  les feuilles « n°431 - Argent-sur-Sauldre » et « n°432 - Gien » de la carte géologique au 1/50 000ème du département du Loiret, et leurs notices associées,.

Carte géologique de la commune.

|  | X :  | dépôts anthropiques                                                                               |
|  | Fz : | alluvions récentes des lits mineurs, Holocène                                                     |
|  | FC : | alluvions et colluvions du fond des vallées secondaires, Holocène                                 |
|  | Fy : | alluvions récentes des levées et montilles de la Loire et des basses terrasses du Loing, Holocène |

|  | FuS : | alluvions de très haute terrasse de Sologne, Pléistocène (Villafranchien), terrasse +40 m  |
|  | FuL : | alluvions de très haute terrasse de la Loire, Pléistocène (Villafranchien), terrasse +40 m |
|  | qCP : | Cailloutis périglaciaires intégrés aux alluvions                                           |
|  | qCS : | colluvions à silex de versant, Quaternaires                                                |
|  | qOE : | Limons et Loess, Quaternaire                                                               |

|  | m3-p1SASo : | sables et argiles de Sologne, Langhien supérieur à Pliocène inférieur |

|  | e4PN : | poudingue de Nemours, Paléocène-Éocène inférieur |

|  | e1-4Rc : | complexe argilo-sableux à silex = argiles à silex, Paléocène-Éocène inférieur |

|  | c3-5Cr : | craie blanche à silex, Sénonien |
|  | c2Cr :   | craie blanche à silex, Turonien |

#### Relief
La superficie cadastrale de la commune publiée par l’Insee, qui sert de références dans toutes les statistiques, est de 78,97 km2,. La superficie géographique, issue de la BD Topo, composante du Référentiel à grande échelle produit par l'IGN, est quant à elle de 81,08 km2. L'altitude du territoire varie entre 130 m et 205 m.

### Hydrographie
Le Beuvron, affluent de la Loire, prend sa source sur le territoire de la commune.

### Climat
Pour des articles plus généraux, voir Climat du Centre-Val de Loire et Climat du Loiret.
En 2010, le climat de la commune est de type climat océanique dégradé des plaines du Centre et du Nord, selon une étude du CNRS s'appuyant sur une série de données couvrant la période 1971-2000. En 2020, Météo-France publie une typologie des climats de la France métropolitaine dans laquelle la commune est exposée à un climat océanique altéré et est dans la région climatique Centre et contreforts nord du Massif Central, caractérisée par un air sec en été et un bon ensoleillement.
Pour la période 1971-2000, la température annuelle moyenne est de 10,7 °C, avec une amplitude thermique annuelle de 15,2 °C. Le cumul annuel moyen de précipitations est de 748 mm, avec 11,7 jours de précipitations en janvier et 7,5 jours en juillet. Pour la période 1991-2020, la température moyenne annuelle observée sur la station météorologique de Météo-France la plus proche, sur la commune de Villemurlin à 14 km à vol d'oiseau, est de 11,6 °C et le cumul annuel moyen de précipitations est de 691,2 mm,. Pour l'avenir, les paramètres climatiques de la commune estimés pour 2050 selon différents scénarios d'émission de gaz à effet de serre sont consultables sur un site dédié publié par Météo-France en novembre 2022.

### Milieux naturels et biodiversité

#### Sites Natura 2000
Le réseau Natura 2000 est un réseau écologique européen de sites naturels d’intérêt écologique élaboré à partir des Directives «Habitats » et «Oiseaux ». Ce réseau est constitué de Zones Spéciales de Conservation (ZSC) et de Zones de Protection Spéciale (ZPS). Dans les zones de ce réseau, les États membres s'engagent à maintenir dans un état de conservation favorable les types d'habitats et d'espèces concernés, par le biais de mesures réglementaires, administratives ou contractuelles. L'objectif est de promouvoir une gestion adaptée des habitats tout en tenant compte des exigences économiques, sociales et culturelles, ainsi que des particularités régionales et locales de chaque État membre. les activités humaines ne sont pas interdites, dès lors que celles-ci ne remettent pas en cause significativement l’état de conservation favorable des habitats et des espèces concernés,.
Un site Natura 2000 est présent sur le territoire communal de Coullons : la « Sologne », qui a été désignée SIC par arrêté du 26 octobre 2009 et est codée FR2402001. D'une superficie totale de 346 184 ha, elle constitue une vaste étendue émaillée d'étangs, située en totalité sur les formations sédimentaires du burdigalien. L'agriculture est en recul et on observe une fermeture des milieux naturels (landes). Plusieurs ensembles naturels de caractère différent se distinguent sur ce site :
- la Sologne des étangs ou Sologne centrale, qui recèle plus de la moitié des étangs de la région ; les sols sont un peu moins acides que dans le reste du pays ;
- la Sologne sèche ou Sologne du Cher, qui se caractérise par une plus grande proportion de landes sèches à bruyère cendrée, callune et Hélianthème faux-alysson ;
- la Sologne maraîchère, qui abrite encore une agriculture active et possède quelques grands étangs en milieu forestier ;
- la Sologne du Loiret, au nord, qui repose en partie sur des terrasses alluviales de la Loire issues du remaniement du soubassement burdigalien, ensemble auquel appartient la commune de Coullons.

#### Zones nationales d'intérêt écologique, faunistique et floristique

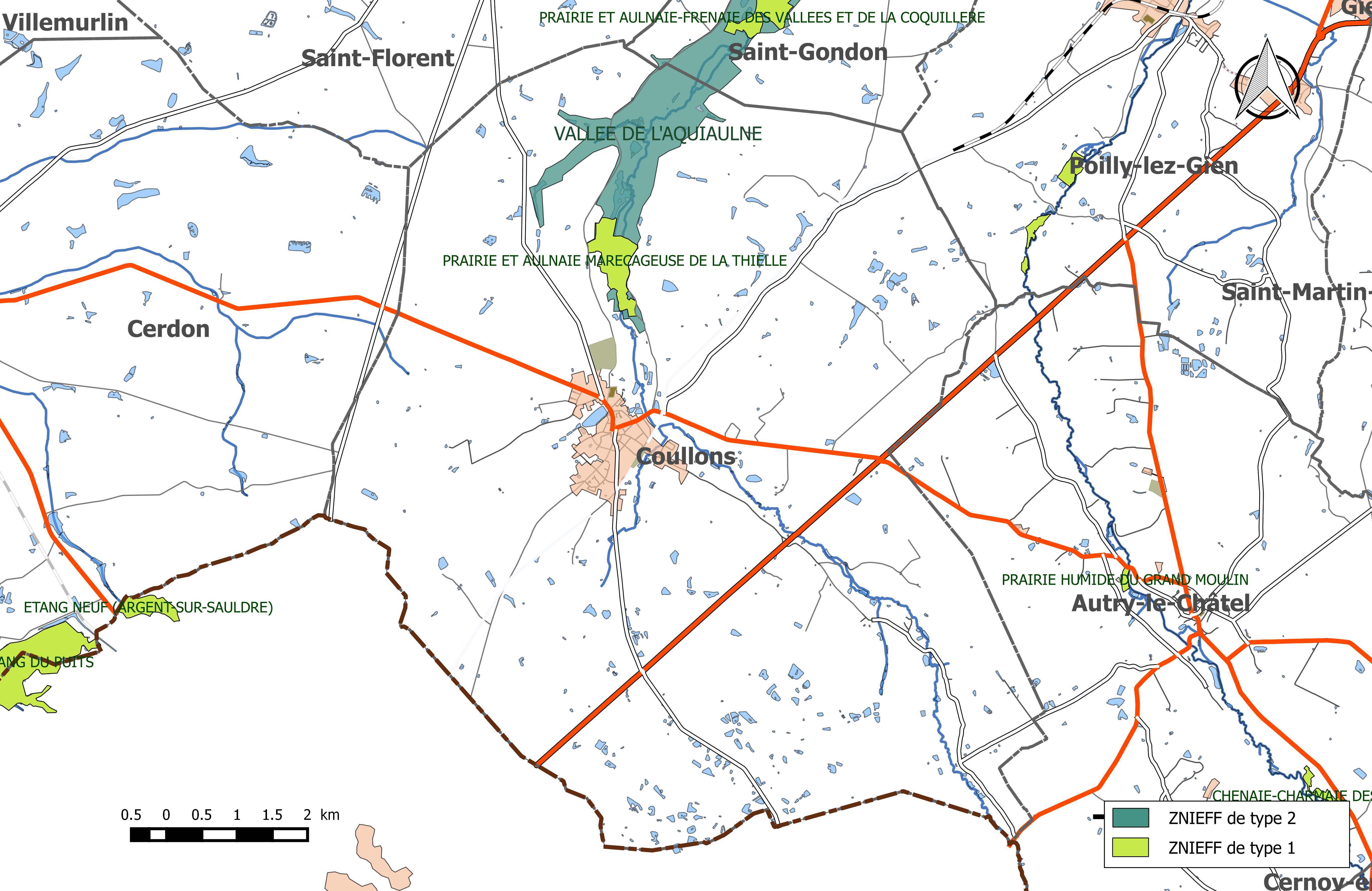
Carte des ZNIEFF de la commune et de ses abords.

L’inventaire des zones naturelles d'intérêt écologique, faunistique et floristique (ZNIEFF) a pour objectif de réaliser une couverture des zones les plus intéressantes sur le plan écologique, essentiellement dans la perspective d’améliorer la connaissance du patrimoine naturel national et de fournir aux différents décideurs un outil d’aide à la prise en compte de l’environnement dans l’aménagement du territoire. Le territoire communal de Coullons comprend deux ZNIEFF :
- la Prairie et aulnaie marécageuse de la Thielle, une zone de type 1[Note 2] de 45,66 hectares. La zone est située au nord du bourg[DREAL 1]. Son altitude varie entre 140 et 150 m[INPN 4]. Elle comprend de la Chênaie-charmaie fraîche (peu) sur les hauts de versant, de l'Aulnaie-frênaie inondable en bas de versant, avec des zones d'Aulnaie marécageuse dans les zones où l'hydromorphie est permanente. La zone englobe également un secteur de prairie humide oligotrophe en bon état de conservation qui recèle la seule station connue de la laîche de Hartman[INPN 5] (Carex hartmanii) dans le Loiret[INPN 6].

- la Vallée de l'Aquiaulne, une zone de type 2[Note 3] de 473,83 hectares. Cette zone s'étend sur deux communes : Coullons et Saint-Gondon[DREAL 2]. Son altitude varie entre 127 et 154 m[INPN 7].  L'Aquiaulne descend du Berry Orléanais pour rejoindre la Loire au niveau de Saint-Gondon. Son parcours entre le plateau et le Val de Loire est  relativement court. Son vallon, ample, est tapissé d'un mélange complexe de colluvions et d'alluvions variées provenant des terrains environnants : argiles à silex plus ou moins acides, calcaires. L'occupation du sol répond à cette diversité des sols : c'est une mosaique de milieux de taille très variable (bois marécageux, prairies naturelles plus ou moins humides) avec un très fort intérêt botanique (Equisetum sylvaticum, Chrysosplenium oppositifolium, Maianthemum bifolium) et entomologique (Leucorrhinia caudalis, le damier de la succise (Euphydryas aurinia))[INPN 8].

## Histoire
Saint Genou est traditionnellement honoré à Coullons.
Entre le 29 janvier et le 8 février 1939, plus de 2 800 réfugiés espagnols fuyant l'effondrement de la république espagnole devant les troupes de Franco, arrivent dans le Loiret. Devant l'insuffisance des structures d'accueil d’Orléans, 46 centres d’accueil ruraux sont ouverts, dont un à Coullons. Les réfugiés, essentiellement des femmes et des enfants (les hommes sont désarmés et retenus dans le Sud de la France), sont soumis à une quarantaine stricte, vaccinés, le courrier est limité, et le ravitaillement, s'il est peu varié et cuisiné à la française, est cependant assuré. Une partie des réfugiés rentrent en Espagne, incités par le gouvernement français qui facilite les conditions du retour, ceux préférant rester sont regroupés au camp de la verrerie des Aydes, à Fleury-les-Aubrais.

## Urbanisme

### Typologie
Au 1er janvier 2024, Coullons est catégorisée bourg rural, selon la nouvelle grille communale de densité à sept niveaux définie par l'Insee en 2022.
Elle est située hors unité urbaine. Par ailleurs la commune fait partie de l'aire d'attraction de Gien, dont elle est une commune de la couronne,. Cette aire, qui regroupe 29 communes, est catégorisée dans les aires de moins de 50 000 habitants,.

### Occupation des sols
L'occupation des sols de la commune, telle qu'elle ressort de la base de données européenne d’occupation biophysique des sols Corine Land Cover (CLC), est marquée par l'importance des territoires agricoles (75,4 % en 2018), en diminution par rapport à 1990 (78,7 %). La répartition détaillée en 2018 est la suivante : 
terres arables (34,6 %), prairies (25,5 %), forêts (21,9 %), zones agricoles hétérogènes (15,3 %), zones urbanisées (1,9 %), espaces verts artificialisés, non agricoles (0,4 %), eaux continentales (0,3 %).
L'évolution de l’occupation des sols de la commune et de ses infrastructures peut être observée sur les différentes représentations cartographiques du territoire : la carte de Cassini (XVIIIe siècle), la carte d'état-major (1820-1866) et les cartes ou photos aériennes de l'IGN pour la période actuelle (1950 à aujourd'hui).

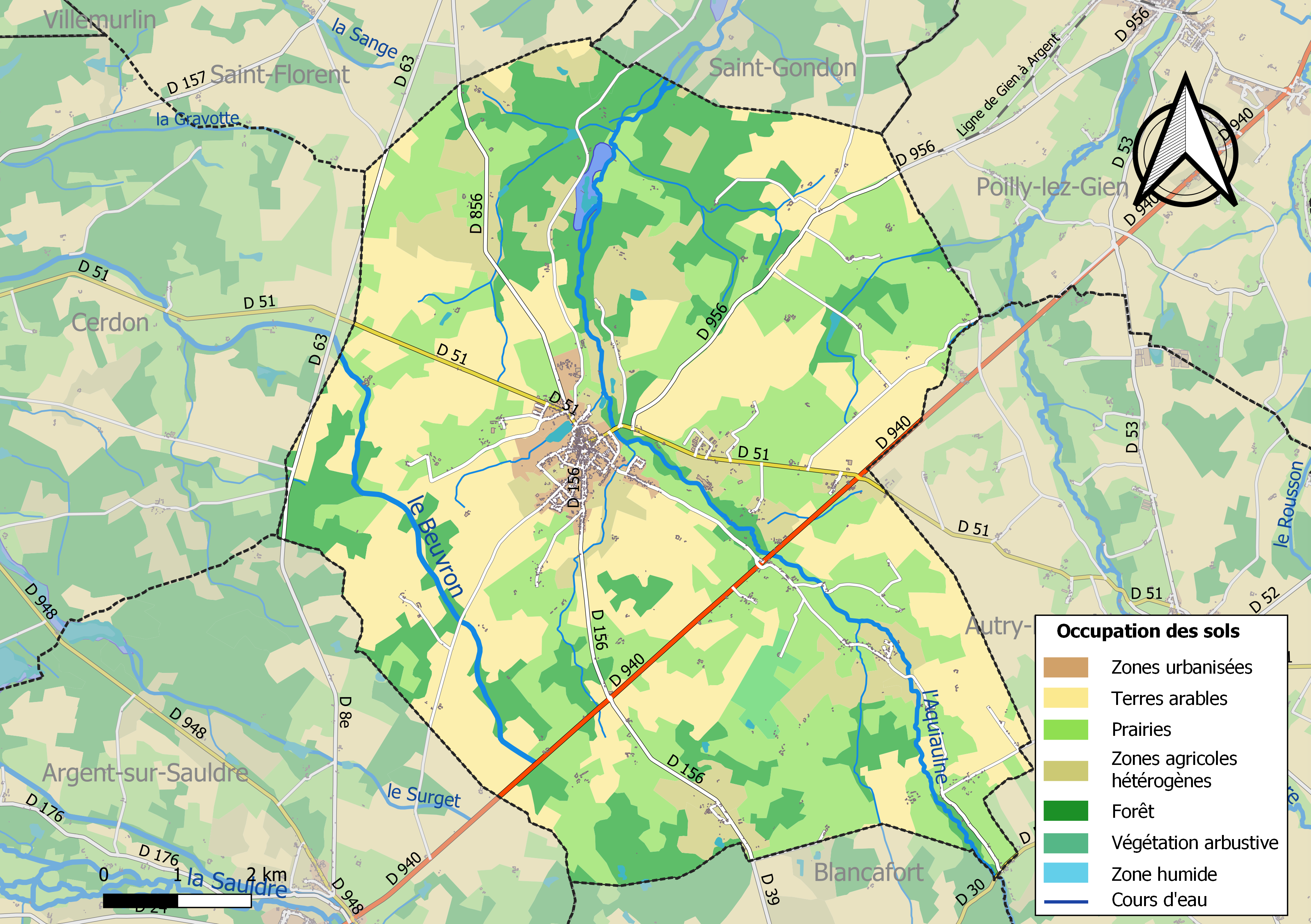
Carte des infrastructures et de l'occupation des sols de la commune en 2018 (CLC).
Carte orthophotographique de la commune en 2016.

### Planification

#### SCoT du pays giennois
La loi SRU du 13 décembre 2000 a incité fortement les communes à se regrouper au sein d’un établissement public, pour déterminer les partis d’aménagement de l’espace au sein d’un SCoT, et ce sous peine de ne plus pouvoir ouvrir à l’urbanisation de nouveaux espaces. En effet, dans certaines conditions, en l’absence de SCoT approuvé, les zones naturelles (N) et les zones d’urbanisation future (AU) ne peuvent plus, sauf dérogation, être ouvertes à l’urbanisation. Tel est le principe posé par l’article L.122-2 du Code de l’urbanisme. En application des dispositions de l'article L.122-18 du Code de l'urbanisme, le Schéma Directeur de la Région de Gien approuvé le 16 juillet 1996 avait été maintenu avec valeur de Schéma de Cohérence Territoriale. Le Schéma regroupait les communes de Coullons, Gien, Nevoy, Poilly-lez-Gien, Saint-Brisson-sur-Loire, Saint-Gondon, Saint-Martin-sur-Ocre. En l'absence de délibération de la communauté des communes giennoises, dont fait partie Coullons, sur son évolution à l'échéance du délai de 10 ans à compter du 13 décembre 2000, ce SCot est devenu caduc à compter du 13 décembre 2010.
En se dotant de la compétence « élaboration, gestion et suivi d’un Schéma de Cohérence Territoriale à l’échelle du Pays du Giennois » par arrêté préfectoral du 11 mars 2010, le Syndicat mixte du Pays du Giennois s'engage en faveur d’un projet global d’aménagement et de développement durable du territoire du pays du Giennois. Le schéma de cohérence territoriale du pays giennois, qui regroupe 31 communes dont Gien, a ainsi été prescrit le 4 novembre 2010. Le projet de schéma a été arrêté le 30 juin 2015 puis soumis à l'enquête en octobre 2015 et approuvé le 29 mars 2016 et est opposable depuis le 8 avril 2016,.

### Voies de communication et transports

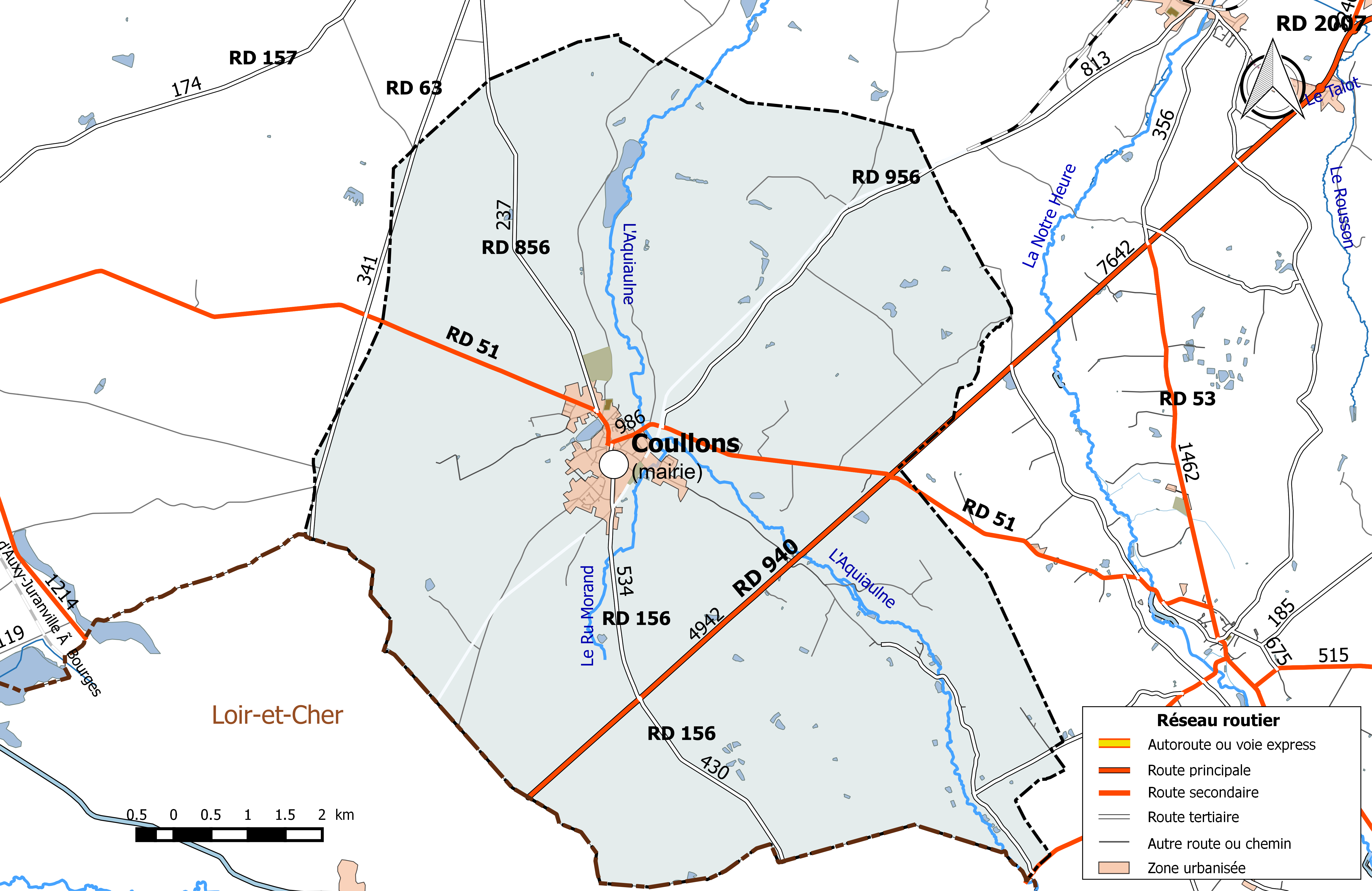
Réseau routier principal de la commune de Coullons (avec indication du trafic routier 2014).

### Risques naturels et technologiques
La commune de Coullons est vulnérable à différents aléas naturels : climatiques (hiver exceptionnel ou canicule), mouvements de terrains ou sismique (sismicité très faible). Elle est également exposée à deux risques technologiques : le risque nucléaire et le risque de transport de matières dangereuses. 
Entre 1989 et 2019, trois arrêtés ministériels ayant porté reconnaissance de catastrophe naturelle ont été pris pour le territoire de la commune  : deux  pour des inondations et coulées de boues et un pour des mouvements de terrains.

#### Risques naturels
Le territoire de la commune peut être concerné par un risque d'effondrement de cavités souterraines non connues. Une cartographie départementale de l'inventaire des cavités souterraines et des désordres de surface a été réalisée. Il a été recensé sur la commune plusieurs effondrements de cavités.
Par ailleurs, le sol du territoire communal peut faire l'objet de mouvements de terrain liés à la sécheresse. Le phénomène de retrait-gonflement des argiles est la conséquence d'un changement d'humidité des sols argileux. Les argiles sont capables de fixer l'eau disponible mais aussi de la perdre en se rétractant en cas de sécheresse. Ce phénomène peut provoquer des dégâts très importants sur les constructions (fissures, déformations des ouvertures) pouvant rendre inhabitables certains locaux. Celui-ci a particulièrement affecté le Loiret après la canicule de l'été 2003. Une grande partie du territoire de la commune, dont le bourg, est soumise à un aléa « moyen » face à ce risque, selon l'échelle définie par le Bureau de recherches géologiques et minières (BRGM).
Depuis le 22 octobre 2010, la France dispose d’un nouveau zonage sismique divisant le territoire national en cinq zones de sismicité croissante. La commune, à l’instar de l’ensemble du département,  est concernée par un risque très faible.

#### Risques technologiques
Dans le domaine des risques technologiques, une partie du territoire de la commune peut être concernée par le risque nucléaire. En cas d’accident grave, certaines installations nucléaires sont en effet susceptibles de rejeter dans l’atmosphère de l’iode radioactif. Or la commune se situe en totalité à l'intérieur du périmètre de 20 km du Plan particulier d'intervention de la centrale nucléaire de Dampierre. À ce titre les habitants de la commune, comme tous ceux résidant dans le périmètre proche de 20 km de la centrale ont bénéficié, à titre préventif, d'une distribution de comprimés d’iode stable dont l’ingestion avant rejet radioactif permet de pallier les effets sur la thyroïde d’une exposition à de l’iode radioactif. En cas d'incident ou d'accident nucléaire, des consignes de confinement ou d'évacuation peuvent être données et les habitants peuvent être amenés à ingérer, sur ordre du préfet, les comprimés en leur possession.
La commune est exposée au risque de transport de matières dangereuses, en raison du passage sur son territoire d'itinéraires structurants supportant un fort trafic (la route départementale D940),.

## Politique et administration

### Découpage territorial

#### Bloc communal: Commune et intercommunalités
La paroisse de Coulons acquiert le statut de municipalité avec le  décret du 12 novembre 1789 de l'Assemblée Nationale puis celui de « commune », au sens de l'administration territoriale actuelle, par le décret de la Convention nationale du 10 brumaire an II (31 octobre 1793). Il faut toutefois attendre la loi du 5 avril 1884 sur l'organisation municipale pour qu'un régime juridique uniforme soit défini pour toutes les communes de France, point de départ de l’affirmation progressive des communes face au pouvoir central.
Aucun événement de restructuration majeure du territoire, de type suppression, cession ou réception de territoire, n'a affecté la commune depuis sa création.
La commune est membre de la communauté des communes giennoises depuis sa création le 21 décembre 2001, une intercommunalité qui remplace le district de Gien, créé par arrêté préfectoral du 3 juillet 1972.

#### Circonscriptions de rattachement
La loi du 22 décembre 1789 divise le pays en 83 départements découpés chacun en six à neuf districts eux-mêmes découpés en cantons regroupant des communes. Les districts, tout comme les départements, sont le siège d’une administration d’État et constituent à ce titre des circonscriptions administratives. La commune de Coulons est alors incluse dans le canton de Coulons, le district de Gien et le département du Loiret.
La recherche d’un équilibre entre la volonté d’organiser une administration dont les cadres permettent l’exécution et le contrôle des lois d’une part, et la volonté d’accorder une certaine autonomie aux collectivités de base (paroisses, bourgs, villes) d’autre part, s’étale de 1789 à 1838. Les découpages territoriaux évoluent ensuite au gré des réformes visant à décentraliser ou recentraliser l'action de l'État. La régionalisation fonctionnelle des services de l'État (1945-1971) aboutit à la création de régions. L'acte I de la décentralisation de 1982-1983 constitue une étape importante en donnant l'autonomie aux collectivités territoriales, régions, départements et communes. L'acte II intervient en 2003-2006, puis l'acte III en 2012-2015.
Le tableau suivant présente les rattachements, au niveau infra-départemental, de la commune de Coullons aux différentes circonscriptions administratives et électorales ainsi que l'historique de l'évolution de leurs territoires.
| Circonscription             | Nom                | Période   | Type                         | Évolution du découpage territorial |
| --------------------------- | ------------------ | --------- | ---------------------------- | --- |
| District                    | Gien               | 1790-1795 | Administrative               | La commune est rattachée au district de Gien de 1790 à 1795,. La Constitution du 5 fructidor an III, appliquée à partir de vendémiaire an IV (1795) supprime les districts, rouages administratifs liés à la Terreur, mais maintient les cantons qui acquièrent dès lors plus d'importance. |
| Canton                      | Coulons            | 1790-1801 | Administrative et électorale | Le 10 février 1790, la municipalité de Coulons est rattachée au canton de Coulons,. Les cantons sont supprimés, en tant que découpage administratif, par une loi du 26 juin 1793, et ne conservent qu'un rôle électoral. Ils permettent l’élection des électeurs du second degré chargés de désigner les députés. Les cantons acquièrent une fonction administrative avec la disparition des districts en 1795. |
| Canton                      | Gien               | 1801-2015 | Administrative et électorale | Sous le Consulat, un redécoupage territorial visant à réduire le nombre de justices de paix ramène le nombre de cantons dans le Loiret de 59 à 31. Coulons est alors rattachée par arrêté du 9 vendémiaire an X (30 septembre 1801) au canton de Gien, sous le nom de Coulon,. |
| Canton                      | Sully-sur-Loire    | 2015-     | Électorale                   | La loi du 17 mai 2013 et ses décrets d'application publiés en février et mars 2014 introduisent un nouveau découpage territorial pour les élections départementales. La commune est alors rattachée au nouveau canton de Sully-sur-Loire. Depuis cette réforme, plus aucun service de l'État n'exerce sa compétence sur un territoire s'appuyant sur le nouveau découpage cantonal. Le canton a disparu en tant que circonscription administrative de l'État ; il est désormais uniquement une circonscription électorale dédiée à l'élection d'un binôme de conseillers départementaux siégeant au conseil départemental. |
| Arrondissement              | Gien               | 1801-1926 | Administrative               | Coulon est rattachée à l'arrondissement de Gien par arrêté du 9 vendémiaire an X (30 septembre 1801),. |
| Arrondissement              | Montargis          | 1926-     | Administrative               | Sous la Troisième République, en raison d'un endettement considérable et de l'effort nécessaire pour la reconstruction post-Première Guerre mondiale, la France traverse une crise financière. Pour réduire les dépenses de l’État, Raymond Poincaré fait voter plusieurs décrets-lois réformant en profondeur l’administration française : 106 arrondissements sont ainsi supprimés, dont ceux de Gien et de Pithiviers dans le Loiret par décret du 10 septembre 1926. Coullons est ainsi transférée de l'arrondissement de Gien à celui de Montargis,.                                                                  |
| Circonscription législative | 3e circonscription | 2010-     | Électorale                   | Lors du découpage législatif de 1986, le nombre de circonscriptions législatives passe dans le Loiret de 4 à 5. Un nouveau redécoupage intervient en 2010 avec la loi du 23 février 2010. En attribuant un siège de député « par tranche » de 125 000 habitants, le nombre de circonscriptions par département varie désormais de 1 à 21,. Dans le Loiret, le nombre de circonscriptions passe de cinq à six. Coullons, initialement rattachée à la quatrième circonscription, est, après 2010, rattachée à la troisième circonscription.                                                                                  |

#### Collectivités de rattachement
La commune de Coullons est rattachée au département du Loiret et à la région Centre-Val de Loire, à la fois circonscriptions administratives de l'État et collectivités territoriales.

### Politique et administration municipales

#### Conseil municipal et maire
Depuis les élections municipales de 2014, le conseil municipal  de Coullons, commune de plus de 1 000 habitants, est élu au scrutin proportionnel de liste à deux tours (sans aucune modification possible de la liste),  pour un mandat de six ans renouvelable. Il est composé de 19 membres. L'exécutif communal est constitué par le maire, élu par le conseil municipal, parmi ses membres, pour un mandat de six ans, c'est-à-dire pour la durée du mandat du conseil. David Boucher est maire depuis 2008.
| Période         | Période          | Identité            | Étiquette | Qualité                                          |
| --------------- | ---------------- | ------------------- | --------- | ------------------------------------------------ |
| 1947            | avril 1950       | Charles Bomberault  |           |                                                  |
| avril 1950      | 24 décembre 1950 | Eugène Ragu         |           |                                                  |
| février 1951    | avril 1966       | Charles Bomberault  |           |                                                  |
| avril 1966      | mars 1971        | René Turpin         |           |                                                  |
| mars 1971       | mars 1983        | Georges Saget       |           |                                                  |
| 17 mars 1983    | 7 novembre 1983  | Pierre Berthelot    |           |                                                  |
| 8 novembre 1983 | mars 1989        | Jacqueline Perrin   |           |                                                  |
| mars 1989       | mai 1995         | Georges Saget       |           | Chef d’entreprise                                |
| juin 1995       | mars 2001        | Jacqueline Perrin   |           |                                                  |
| 16 mars 2001    | mars 2008        | Jean-Claude Trémeau |           | Agriculteur retraité                             |
| mars 2008       | mai 2020         | Hervé Pichery       |           | Expert comptable                                 |
| mai 2020        | En cours         | David Boucher,      |           | Professeur des écoles ou instituteur ou assimilé |

## Équipements et services

### Environnement

#### Gestion des déchets
En  2016, la commune est membre du syndicat mixte de collecte et de traitement des ordures ménagères des cantons de Gien, Châtillon Coligny, Briare et Châtillon-sur-Loire (SMICTOM). Celui-ci assure la collecte et le traitement des ordures ménagères résiduelles, des emballages ménagers recyclables  et des encombrants en porte à porte et du verre en points d’apport volontaire. Un réseau de sept déchèteries accueille les encombrants et autres déchets spécifiques (déchets verts, déchets dangereux, gravats, ferraille, cartons…). La déchèterie la plus proche est située sur la commune de Poilly-lez-Gien,. L'élimination et la valorisation énergétique des déchets ménagers et de ceux issus de la collecte sélective sont effectuées par le SYCTOM de Gien-Châteauneuf-sur-Loire qui comprend un centre de transfert de déchets ménagers et un centre de stockage de déchets ultimes (CSDU) de classe II à Saint-Aignan-des-Gués ainsi qu'une usine d’incinération des ordures ménagères à Gien-Arrabloy
Depuis le 1er janvier 2017, la « gestion des déchets ménagers » ne fait plus partie des compétences de la commune mais est une compétence obligatoire de la communauté des communes giennoises en application de la loi NOTRe du 7 août 2015.

#### Production et distribution d'eau
Le service public d’eau potable est une compétence obligatoire des communes depuis l’adoption de la loi du 30 décembre 2006 sur l’eau et les milieux aquatiques. Au 31 décembre 2016, la production et la distribution de l'eau potable sur le territoire communal sont assurées par le  la commune elle-même la commune elle-même.
La loi NOTRe du 7 août 2015 prévoit que le transfert des compétences « eau et assainissement » vers les communautés de communes sera obligatoire à compter du 1er janvier 2020. Le transfert d’une compétence entraîne  de  facto la mise à disposition gratuite de plein droit des biens, équipements et services publics utilisés, à la date du transfert, pour l'exercice de ces compétences et la substitution de la communauté dans les droits et obligations des communes,.

#### Assainissement
La compétence assainissement, qui recouvre obligatoirement la collecte, le transport et l’épuration des eaux usées, l’élimination des boues produites, ainsi que le contrôle des raccordements aux réseaux publics de collecte, est assurée   par la communauté des communes giennoises.
La commune est raccordée à une station d'épuration située sur le territoire communal, mise en service le 1er juin 1984 et dont la capacité nominale de traitement est de  2 300 EH, soit 345 m3/jour. Cet équipement utilise un procédé d'épuration biologique dit « à boues activées »,.
L’assainissement non collectif (ANC) désigne les installations individuelles de traitement des eaux domestiques qui ne sont pas desservies par un réseau public de collecte des eaux usées et qui doivent en conséquence traiter elles-mêmes leurs eaux usées avant de les rejeter dans le milieu naturel. La Communauté des communes giennoises a créé un service public d'assainissement non collectif (SPANC) qui a pour missions la vérification de la conception et de l’exécution des ouvrages pour les installations neuves ou réhabilitées et la vérification périodique du bon fonctionnement et de l’entretien des installations existantes,.

## Population et société

### Démographie
L'évolution du nombre d'habitants est connue à travers les recensements de la population effectués dans la commune depuis 1793. Pour les communes de moins de 10 000 habitants, une enquête de recensement portant sur toute la population est réalisée tous les cinq ans, les populations de référence des années intermédiaires étant quant à elles estimées par interpolation ou extrapolation. Pour la commune, le premier recensement exhaustif entrant dans le cadre du nouveau dispositif a été réalisé en 2008.
En 2022, la commune comptait 2 251 habitants, en évolution de −7,37 % par rapport à 2016 (Loiret : +1,89 %, France hors Mayotte : +2,11 %).
| 1793  | 1800  | 1806  | 1821  | 1831  | 1836  | 1841  | 1846  | 1851  |
| ----- | ----- | ----- | ----- | ----- | ----- | ----- | ----- | ----- |
| 1 500 | 1 830 | 1 786 | 1 866 | 1 937 | 2 064 | 1 958 | 2 095 | 2 136 |

| 1856  | 1861  | 1866  | 1872  | 1876  | 1881  | 1886  | 1891  | 1896  |
| ----- | ----- | ----- | ----- | ----- | ----- | ----- | ----- | ----- |
| 2 256 | 2 334 | 2 500 | 2 562 | 2 734 | 2 807 | 2 847 | 2 950 | 2 938 |

| 1901  | 1906  | 1911  | 1921  | 1926  | 1931  | 1936  | 1946  | 1954  |
| ----- | ----- | ----- | ----- | ----- | ----- | ----- | ----- | ----- |
| 2 932 | 2 868 | 2 771 | 2 506 | 2 512 | 2 483 | 2 355 | 2 320 | 2 239 |

| 1962  | 1968  | 1975  | 1982  | 1990  | 1999  | 2006  | 2008  | 2013  |
| ----- | ----- | ----- | ----- | ----- | ----- | ----- | ----- | ----- |
| 2 158 | 2 060 | 2 067 | 2 046 | 2 258 | 2 274 | 2 385 | 2 417 | 2 483 |

| 2018  | 2022  | - | - | - | - | - | - | - |
| ----- | ----- | - | - | - | - | - | - | - |
| 2 309 | 2 251 | - | - | - | - | - | - | - |

## Économie
- Production de carton : usine de la Fosse créée en 1862[réf. nécessaire] ;
- Production de terre cuite et scierie Saget ;
- Supermarché Intermarché, enseigne française de grande distribution du groupe Les Mousquetaires.

## Culture locale et patrimoine

### Patrimoine bâti

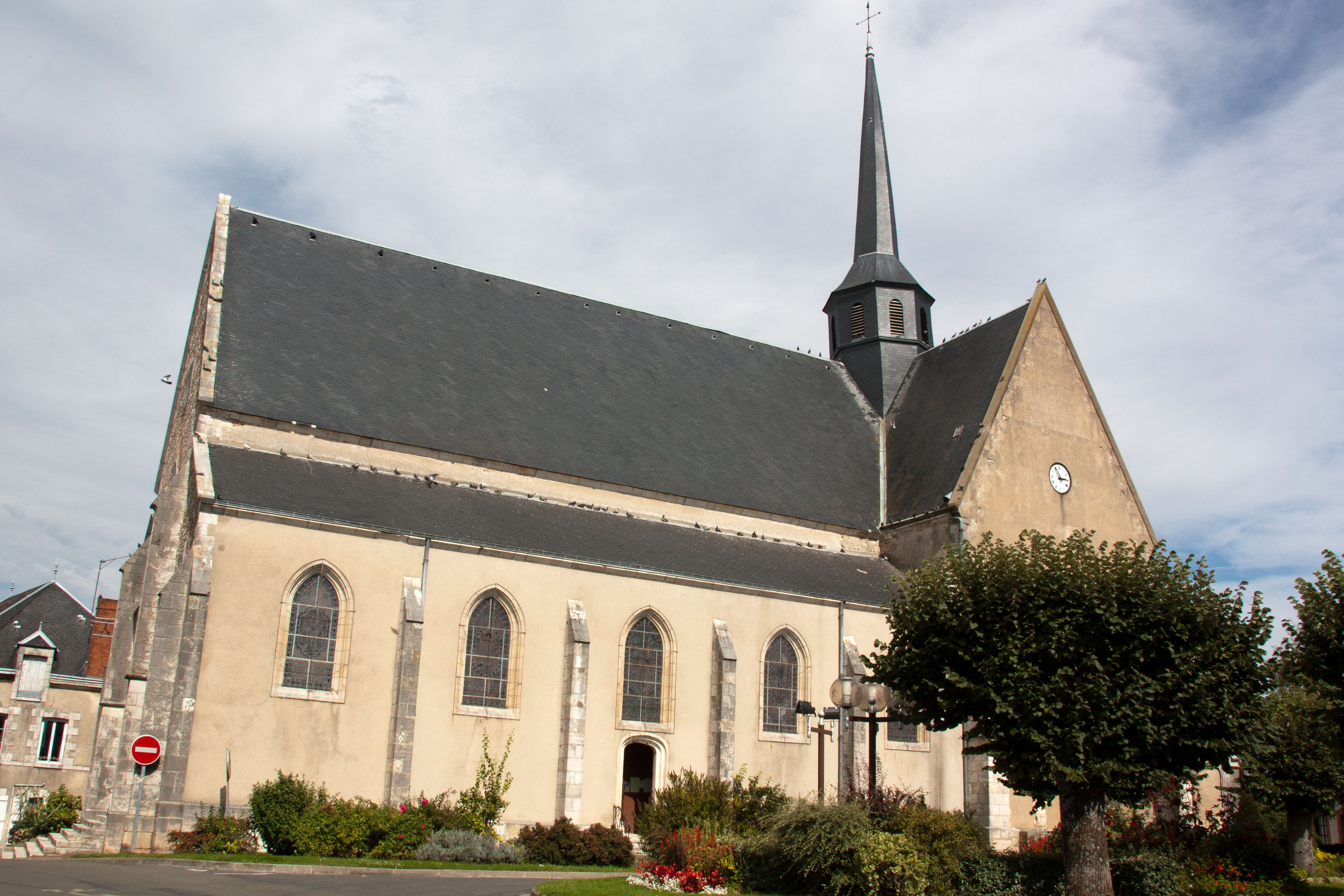
L'église Saint-Étienne.

- L'église Saint-Étienne[94].

### Patrimoine gastronomique
La commune de Coullons est située dans l'aire de l'appellation d'origine protégée (AOP) ou appellation d'origine contrôlée (AOC) du Chavignol, un fromage au lait cru fabriqué à base de lait de chèvre entier, à pâte molle à croûte fleurie, de forme cylindrique très légèrement bombé à la périphérie.
Le territoire de Coullons est également intégré aux aires de productions de 24 produits bénéficiant d'une indication géographique protégée (IGP) : volailles du Berry, volailles de l’Orléanais, vins du Val de Loire, de l'Allier, du Cher, du Loir-et-Cher, de l'Indre, du Pays de Retz et primeur.

### Personnalités liées à la commune
- Jacques Foucher (1753-1819), homme politique français né à Coullons. Il fut élu député à l'Assemblée législative et à la Convention. Lors du procès de Louis XVI, il vota pour l'appel au peuple et pour la mort. Il était absent au vote sur le sursis[97].
- Hélène Poirier (1834-1914), prétendument possédée par le diable. Son exorcisme défraya la chronique en son temps[98].

## Cadre de vie
La ville possède le label ville fleurie, une fleur lui a été attribuée par le conseil national des villes et villages fleuris de France dans le cadre du concours des villes et villages fleuris.